# Kinoglaz (site web)
Pour les articles homonymes, voir Kinoglaz.
Kinoglaz (litt. « ciné-œil »), est une association à but non lucratif dont l’objet est de faire connaître au moyen de son site kinoglaz.fr le cinéma russe et soviétique des origines à nos jours. Le site est une base de données donnant un grand nombre d’informations concernant les films, personnalités et événements liés au cinéma russe ou soviétique. L’accès à toutes ces informations est gratuit et ne nécessite pas d’inscription.

## Description
Le site contient plus de 12 500 fiches de films et 22 000 fiches de personnalités.
Le site annonce, par l'intermédiaire de son agenda, plus de 3 300 événements  concernant le cinéma russe ou soviétique qui se sont déroulés en France en Russie ou dans d’autres pays depuis 1923 jusqu'à nos jours.
Il présente plus de 4 400 ciné-dossiers qui sont des articles, vidéos ou livres consacrés à des films, des personnalités, des événements ou des thèmes.
Il donne une liste des films primés dans les grands festivals russes, français, ou internationaux, les résultats du box-office de Russie de 1994 à nos jours, et les prix ou récompenses décernés par diverses institutions  russes. Il présente également une liste de plus de 450 DVD de films avec sous-titres français ou anglais.
À partir du site, on peut voir en ligne plus de 620 films.
La page d’accueil annonce les prochains événements, en affiche quelques photos et permet aux lecteurs de donner leur opinion sur le site ou de devenir membre et / ou bénévole de l’association.
En dehors des pages trilingues, le site contient des pages rédigées en français uniquement :
- une page « Dernières infos » qui liste des informations sur des événements concernant le cinéma russe ou soviétique qui se sont déroulés depuis 2005 jusqu’à nos jours.
- une série de pages concernant l’histoire du cinéma russe et soviétique, ces pages sont accessibles  à partir de sa page histoire
- une description année par année du cinéma russe contemporain de 1992 à nos jours[4].

Une lettre d'information est envoyée gratuitement une à deux fois par semaine à ceux qui se sont inscrits.

## Historique
L’association a été déclarée à la préfecture de police de Paris le 3 juin 2004, publiée au JO du 19 juin 2004 sous le nom de Kinoglaz, devenu en 2011 Kinoglaz.fr. C’est une association sans but lucratif, ses statuts sont conformes à la loi de 1901. Elle est dirigée par un Conseil d’administration formé  de huit personnes toutes bénévoles. Ses revenus sont constitués uniquement des cotisations de ses adhérents (personnes physiques ou morales). L’association a reçu l’habilitation à recevoir des dons et délivrer des reçus fiscaux en application de l'article L 80 C du livre des procédures fiscales. Les dons et cotisations peuvent donc bénéficier de déductions fiscales.